# Erich Hagen
Erich Hagen (11 de dezembro de 1936 — 26 de maio de 1978) foi um ciclista alemão que competiu no ciclismo nos Jogos Olímpicos de Verão de 1956 e 1960, pela equipe Alemã Unida. Ganhou a medalha de prata em 1960, em Roma, na prova de estrada individual.